# Servicio Aéreo Ejecutivo
Servicio Aéreo Ejecutivo (OACI: SEJ, Indicativo: EJECUTIVO PERÚ), comúnmente conocida como SAE, fue una aerolínea peruana con sede principal en Lima, Perú. Tuvo como base el Aeropuerto Internacional Jorge Chávez y realizaba vuelos chárter nacionales e internacionales y vuelos turísticos.

## Historia
Inicio sus operaciones como aerotaxi y servicio chárter para el transporte de ejecutivos, actividad que desarrollo por doce años con la razón LVV con naves Henschel HS 125. Luego, bajo la dirección de Regino López Páez, en 1991 se decidió ampliar las operaciones, adquiriendo a la Israel Aerospace Industries un Boeing 707-320C Intercontinental que sirvió como transporte de pasajeros a la El Al Israel Airlines y luego a Líneas Aéreas Paraguayas (LAP).
Este Boeing 707 al llegar a Lima, en forma inmediata, cubre la ruta Lima-Iquitos-Lima, 2 veces por semana transportando perecibles y madera, además de una serie de vuelos chárter a casi toda Sudamérica, Centroamérica y México.
Firmaron acuerdos interlinea con diversas aerolíneas entre ellas Líneas Aéreas Paraguayas (LAP), subcontrataron el 707 para el servicio Manaus-Buenos Aires-Manaus por encargo de Transbrasil y, a pesar de las limitaciones del mantenimiento, el 707-320C Intercontinental dejó más que satisfecha a la aerolínea, dadas sus excelentes prestaciones en todo tipo de aeropuertos.
Después de ello, se contrató más personal en todas las áreas de la empresa. Ernesto Fankhauser como piloto, Luis Miguel Otiniano Alonso en el área de cargo, Hugo Grimaldi Perona para el departamento comercial y Gerardo Jauregui junto a Joel Cataño para el área de mantenimiento. Asimismo, mejoraron la infraestructura en Lima, específicamente en la rampa sur del Aeropuerto Internacional Jorge Chávez.
Para 1992 las operaciones se ven interrumpidas dos veces, el Boeing 707 vuela hacia África contratado para un servicio regular hasta que en 1995 retorna a Lima y al poco tiempo del reinicio de sus operaciones el Gobierno peruano ante un grave problema procede a cancelar definitivamente el permiso de operación.

## Destinos

### Vuelos chárter (nacionales)
- Pisco
- Nazca
- Iquitos

### Vuelos chárter (internacionales)
- Manaus
- Buenos Aires
- México

### Vuelos turísticos
- Líneas de Nazca

## Flota
- 1 Henschel HS 125
- 1 Boeing 707-302
- 6 Cessna 206
- 2 Cessna 208